# أنطونيو أمارال
أنطونيو أمارال هو لاعب كرة قدم ومدرب كرة قدم برتغالي، ولد في 20 يونيو 1955 في بورتو في البرتغال. شارك مع منتخب البرتغال لكرة القدم. أما مع النوادي، فقد لعب مع لوليتيانو ونادي بورتو ونادي فارزيم ونادي فيتوريا سيتوبال ونادي ماريتيمو.

## وصلات خارجية
- أنطونيو أمارال على موقع قاعدة بيانات كرة القدم.إي يو (الإنجليزية)
- أنطونيو أمارال على موقع ناشيونال فوتبول تيمز (الإنجليزية)
- أنطونيو أمارال على موقع عالم كرة القدم.نت (الإنجليزية)